# تاریخ نظامی ایالات متحده
تاریخ نظامی ایالات متحده (انگلیسی: Military history of the United States) متشکل از بیش از ۲ قرن تاریخ نظامی‌گری است که در طی این سال‌ها، ایالات متحده با عنوان ملتی جدید، در جنگ‌های استقلال علیه بریتانیا که از ۱۷۷۵ تا ۱۷۸۳ به طول انجامید مشارکت نمود. پیکار بعدی، نیردی داخلی بود که میان سال‌های ۱۸۶۱ تا ۱۸۶۵ به طول انجامید. پس از مشارکت عمده در جنگ جهانی دوم از سال ۱۹۴۱ تا ۱۹۴۵، ایالات متحده تبدیل به تنها ابرقدرت سده بیستم تاکنون گردید.